# Midnatskabarettens Dronning
Midnatskabarettens Dronning er en amerikansk stumfilm fra 1916 af Christy Cabanne.

## Medvirkende
- Lillian Gish som Diane.
- Sam De Grasse som Phillips Christy.
- Howard Gaye som Don Livingston.
- Lillian Langdon som Marcia Christy.
- Allan Sears som Jimmie Darcy.